# Adam G. Sevani
Adam G. Sevani, född den 29 juni 1992, är en amerikansk skådespelare, känd för sin roll som Robert "Moose" Alexander III i filmerna Step Up 2: The Streets och Step Up 3D.  

## Bakgrund
Sevani är av armenisk och italiensk härkomst. Hans äldre bror V Sevani (Vahe Sevani), var en medlem av pojkbandet NLT. Sevani växte upp i Los Angeles, Kalifornien och började dansa vid ung ålder på Synthesis Dance Center, en dansstudio som grundades av hans föräldrar.

## Karriär
Sevani medverkade i två reklamer för J.C. Penney's Children's Apparel tillsammans med skådespelerskan och dansaren Alyson Stoner (en 2004 och en 2005). Sevani var även en del av FlyKidz, en sånggrupp och barnprogram på CBS.
Sevani hade en biroll i filmen Step Up 2: The Streets, uppföljaren till Step Up. I filmen porträtterade han rollen Robert "Moose" Alexander III. Filmen hade premiär den 14 februari 2008. Sevani fick beröm av The New York Times för porträtteringen av en karaktär som "måste vara den tuffaste nörden inom filmhistorien". Han fick även priset 'Best Scene Stealer' vid 2008 års upplaga av Young Hollywood Awards för rollen.
I november 2008 deltog han i en hyllningsvideo till Michael Jacksons 25-årsjubileum av 'Thriller'-videon. Sevani repriserade rollen som "Moose" i Step Up 3D, släppt den 6 augusti 2010.
Sevani medverkade även i ett avsnitt av Rob Dyrdek's Fantasy Factory för att filma en musikvideo med Rob Dyrdek och koreografera deras dans.

### Dans
Sevani har medverkat i musikvideor som: Mases "Breathe, Stretch, Shake", Will Smiths "Switch" och T-Pains "Church". Adam bildade även en dansgrupp med Jon Chu, känd som ACDC eller Adam/Chu Dance Crew. Dansgruppen hade en uppmärksammad dansduell med Miley Cyrus på YouTube. Duellen slutade med en avslutande dansduell mellan de två grupperna vid 2008 års upplaga av Teen Choice Awards.

## Filmografi
| År   | Titel                        | Roll                         | Noter |
| ---- | ---------------------------- | ---------------------------- | ----- |
| 2002 | The Emperor's Club           | St.Benedict Student          |       |
| 2003 | Learn to Hip Hop: Volume 2   | Sig själv                    |       |
| 2005 | FLY KIDZ                     | Joey/Adam                    |       |
| 2008 | Step Up 2 The Streets        | Robert "Moose" Alexander III |       |
| 2009 | Rob Dyrdek's Fantasy Factory | Sig själv                    |       |
| 2010 | Step Up 3D                   | Robert "Moose" Alexander III |       |
| 2011 | LOL: Laughing Out Loud       | Wen                          |       |
| 2012 | Step Up Revolution           | Robert "Moose" Alexander III |       |
| 2014 | Step Up: All In              | Robert" Moose" Alexander III |       |